# صيد بالشباك الخيشومية

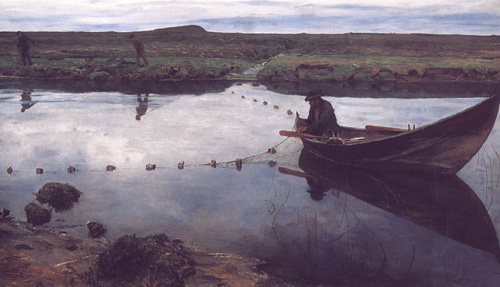
لوحة زيتية تُعبر عن الصيد بالشباك الخيشومية، رُسمت عام 1889 عن طريق إيليف بيترسين.

الصيد بالشباك الخيشومية (بالإنجليزية: Gillnetting)‏، هي طريقة صيد شائعة يستخدمها الصيادون التجاريون والحرفيون في جميع المحيطات وفي بعض مناطق المياه العذبة ومصبات الأنهار يعتمد من خلاله توريط أو الإيقاع بالأسماك. الشباك الخيشومية هي عبارة عن أطوال عمودية من شبك يتم وضعها عادة في خط مستقيم. يكون الصيد من خلال سباحة السمكة في شبكة وتقطع جزءًا واحدًا فقط عبر الشبكة. عندما تكافح لتحرير نفسها، ينزلق الخيط خلف الغطاء الخيشومي ويمنع هروب الأسماك.
إن الشباك الخيشومية فعالة إلى درجة أن استخدامها يتم مراقبته عن كثب وتنظيمه من جانب إدارة مصايد الأسماك ووكالات الإنفاذ. وينظم كل من مقياس الشبكة وقوة الخيوط وكذلك طول وعمق الشبكة عن كثب للحد من الصيد العرضي للأنواع غير المستهدفة. الشباك الخيشومية لديها درجة عالية من انتقائية الحجم. معظم مصائد أسماك السلمون على وجه الخصوص لها معدلات منخفضة للغاية في صيد الأنواع غير المستهدفة.